# Folleville (Somme)
Folleville ist eine französische Gemeinde mit 142 Einwohnern (Stand 1. Januar 2022) im Département Somme in der Region Hauts-de-France.

## Geographie
Folleville liegt etwa 25 Kilometer südlich von Amiens im Tal der Noye.

## Einwohner
| 1962 | 1968 | 1975 | 1982 | 1990 | 1999 | 2006 | 2010 |
| ---- | ---- | ---- | ---- | ---- | ---- | ---- | ---- |
| 94   | 73   | 46   | 62   | 63   | 72   | 122  | 148  |

## Sehenswürdigkeiten

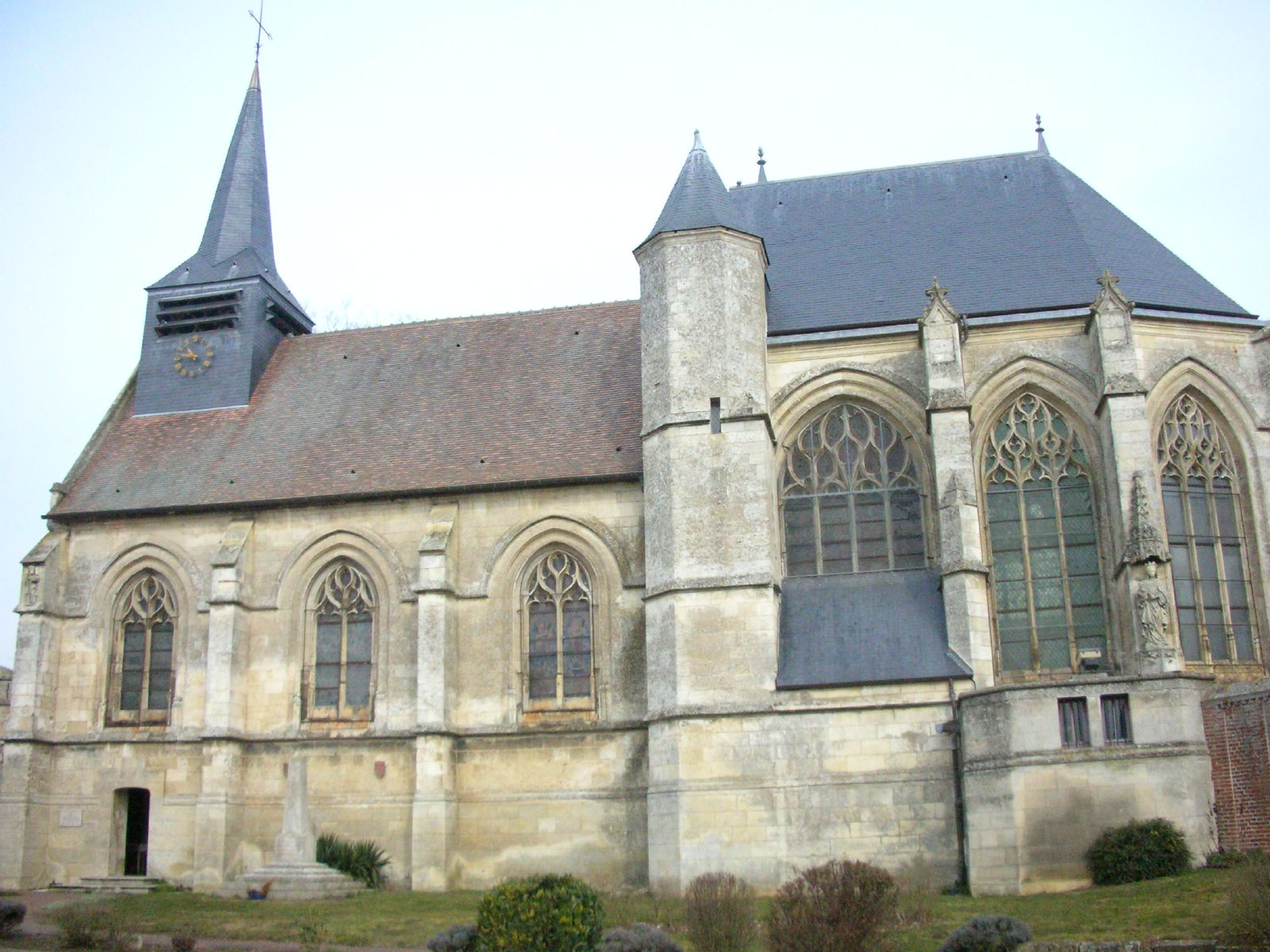
Pfarrkirche von Folleville

Die Pfarrkirche Saint-Jean-Baptiste ist seit 1998 als Teil des Weltkulturerbe der UNESCO „Jakobsweg in Frankreich“ ausgezeichnet. Sie besteht aus zwei deutlich unterscheidbaren Bauteilen. Das Schiff – nach einem Umbau im späten 15. Jahrhundert 1522 neu geweiht – ist dem Apostel Jakobus geweiht, der deutlich größere Chor wurde zwischen 1512 und 1518 als herrschaftliche Kapelle errichtet und trägt den Namen von Johannes dem Täufer.
An einem der Pfeiler im Kirchenschiff ist eine Jakobus-Statue angebracht. Im Chor steht ein von Antonio della Porta aus Porlezza und Pace Gaggini aus Bissone entworfenes Grabmal des Raoul de Launoy und seiner Gattin (1507–1508).
Oberhalb des Ortes steht eine Burgruine aus dem 14. Jahrhundert.